# Isak Parmand
Isak Parmand, tidigare Parmander, död 26 januari 1714 i Stockholm, var en svensk ämbetsman. Han var stamfar för adliga ätten Parmand.

## Biografi
Isak Parmand var son till borgmästaren Anders Jacobsson i Linköping. Han blev 1666 kammarskrivare i Kammarkollegium och blev 8 juni 1671 licentförvalare på Gotland. Parmand blev 1 juli 1671 militiebokhållare i Kammarkollegium och 1684 kamrer vid militiekontoret, tillträde 5 juli 1686. Han adlades 22 februari 1698 till Parmand och introducerades 1699 i Sveriges riddarhus som nummer 1360. Parman blev 3 oktober 1710 krigsråd. Han avled 1714 i Stockholm och begravdes tillsammans med sin fru i Storkyrkan.

### Familj
Parmand gifte sig 2 maj 1672 i Nikolai församling, Stockholm med Margareta Blödister (1648–1706). Hon var dotter till handelsmannen Claes Blödister och Margareta Bötkie i Stockholm. De fick tillsammans barnen löjtnanten Anders Parmand (1675–1709) vid fortifikationen och löjtnanten Isak Parmand (1683–1712) vid fortifikationen.